# ピアノ三重奏曲第2番 (ドヴォルザーク)
ピアノ三重奏曲第2番 ト短調 作品26（B.57）は、アントニン・ドヴォルザークが1876年に作曲したピアノ三重奏曲。

## 概要
ドヴォルザークは本作を作曲する4か月前に娘のヨーゼファを生後2日で亡くしてしまった。そのため、彼自身がそう記したわけではないにもかかわらず、本作は娘の追憶のために書かれた楽曲だと看做されることが通例となっている。オタカル・ショウレクはここでの「精神的苦悩」はこの後の同年中に書かれた『スターバト・マーテル』の雰囲気を間違いなく予見するものだ、とすら書いている。しかし、楽曲の中に見出される悲劇要素は多くはない。
本作は前作のピアノ三重奏曲第1番に比べて愛国的な要素は控えめとなっており、構造的にも幾分締まった印象を与える。第3楽章は広く知られるようになる『スラヴ舞曲』を予感させるものである。

## 楽曲構成
古典的形式に則って4つの楽章で構成される。

### 第1楽章
Allegro moderato 3/4拍子 ト短調
和音の強奏に始まり、断片的な旋律を奏す導入が続く。楽章中で用いられる主題は全てこの序章から導かれることになる。ピアノから提示される主題はヴァイオリンを経て再びピアノへと歌い継がれていく（譜例1）。
譜例1
譜例1に基づいて推移した後、チェロから次なる主題が示される（譜例2）。この主題は譜例1の音型の速度を落としたような形をしており、あたかも先の主題の変奏のようである。しかし、ドヴォルザークはこの主題操作によって比類なき優美さを生み出すことに成功している。
譜例2
弦楽器が16分音符から32分音符へと勢いを増しつつ同音を反復して盛り上がり、その後にこれまでの素材を使った結尾が付く。提示部を繰り返した後の展開は主に譜例1に基づいて行われていき、楽章冒頭の導入部分が回帰して主題の再現へと移る。再現を受ける第1主題はヴァイオリン、チェロ、ピアノと受け渡されていき、第2主題はヴァイオリンを起点に再現される。最後は譜例1を用いて静まっていくかに思われるが、ピウ・モッソとなって畳みかけるように終結する。

### 第2楽章
Largo 2/4拍子 変ホ長調
この楽章の主題はひとつしかない。冒頭チェロが奏する譜例3の旋律が唯一の主題である。
譜例3
ピアノが奏する低音が太鼓のように響いて葬列を思わせはするが、全体的な楽章の雰囲気は悲劇的というより郷愁を感じさせるようなものである。各楽器が主題の断片を奏でる中で音量を減らしていき、静かな終わりを迎える。

### 第3楽章
Scherzo: Presto - Trio: Poco meno mosso 3/4拍子 ト短調
リズムに創意をみせるスケルツォであり、ベートーヴェンを範とするものだという意見もある。ピアノが刻む和音の上にヴァイオリンから譜例4が提示される。
譜例4
譜例4が繰り返され展開されるが、その中途でモデラート、2/4拍子に転じて9小節だけチェロが異なる主題を奏する。ここでの主題は第1楽章の第2主題の例と同じく、譜例4の速度を落としたような作りとなっている。トリオは純真さを示す楽想で、上昇するト長調の主和音にカデンツを付加しただけの単純な主題が用いられる（譜例5）。
譜例5
トリオは前半と後半を繰り返すだけの簡潔な構成となっており、スケルツォ・ダ・カーポで冒頭に戻ってスケルツォ部の反復となる。

### 第4楽章
Allegro non tanto 2/4拍子 変ロ長調
スラヴ的な主題を用いた、舞踏風の音楽となっている。第1楽章同様に和音から始まって主題が提示される（譜例6）。
譜例6
譜例6の後に目立った推移や展開はなされず、ト短調の譜例7がただちに後続する。
譜例7
しばらく譜例6と譜例7が交代しながら進行し、滑らかに展開へと入っていく。両主題を合わせた展開が繰り広げられた後、再現となる。この後に再び展開が行われてフガート的なパッセージも挿入される。勢いを落とした先で精力を取り戻し、活気に満ちて全曲の幕を下ろす。